# Svartbent sköldbagge
Svartbent sköldbagge (Cassida murraea) är en skalbaggsart som beskrevs av Carl von Linné 1767. Svartbent sköldbagge ingår i släktet Cassida, och familjen bladbaggar. Enligt den finländska rödlistan är arten sårbar i Finland. Enligt den svenska rödlistan är arten nära hotad i Sverige. Arten förekommer i Götaland, Gotland, Öland och Svealand. Artens livsmiljö är strandängar vid Östersjön.

## Bildgalleri

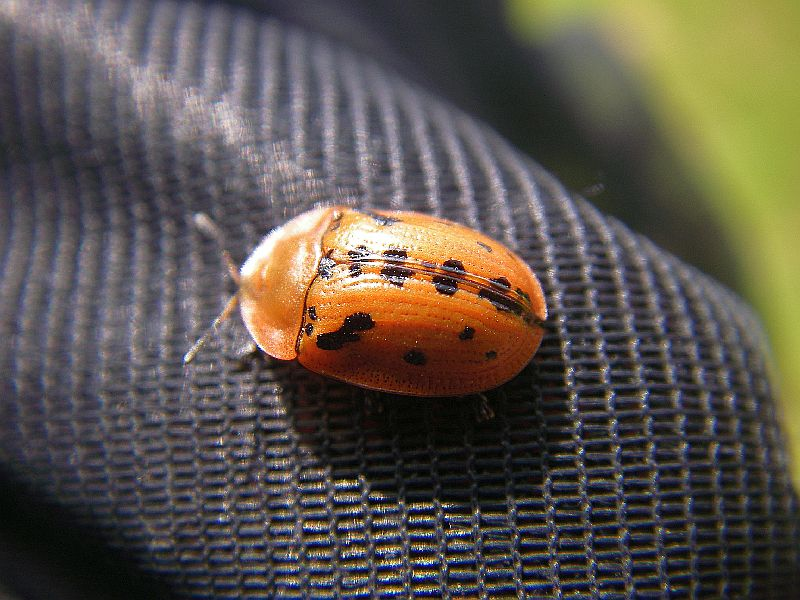